# Victor Milán
Victor Woodward Milán (* 3. August 1954 in Tulsa, Oklahoma; † 13. Februar 2018 in Albuquerque, New Mexico) war ein US-amerikanischer Science-Fiction- und Fantasy-Schriftsteller, der laut eigener Angabe über 100 Romane geschrieben hat. Er schrieb auch unter den Pseudonymen Alex Archer, Richard Austin und Robert Baron.
1986 erhielt Milán für Cybernetic Samurai den Prometheus Award.

## Werke (Auswahl)

### BattleTech
- BattleTech 24 Auge um Auge, Close Quarters, 1994. ISBN 0-451-45378-6
- BattleTech 31 Im Herzen des Chaos. Heyne 1996, ISBN 3-453-09470-0, Hearts of Chaos 1996.
- BattleTech 33 Der schwarze Drache, Black Dragon, 1996.

### MechWarrior
- Flight of the Falcon, Roc, 2004.
- A Rending of Falcons, Ace, 2007.

### Star Trek
- From the Depths, Titan Books Ltd, 1993.

### The Dinosaur Lords Series
- The Dinosaur Lords, Tom Doherty Associates Book, 2015.
- The Dinosaur Knights, Tom Doherty Associates Book, 2016.
- The Dinosaur Princess, Tom Doherty Associates Book, 2017.

## Belege
1. ↑  Victor Milán (1954-2018), locusmag.com, abgerufen am 25. Februar 2018
2. ↑  Victor Milán. The Internet Speculative Fiction Database, abgerufen am 24. Mai 2015 (englisch).
3. 1 2  Milán, Victor. The Encyclopedia of Science Fiction, abgerufen am 24. Mai 2015 (englisch).
4. ↑  Bio. victormilan.com (Archivversion), abgerufen am 24. Mai 2015 (englisch).

| Personendaten    | Personendaten                                                                             |
| ---------------- | ----------------------------------------------------------------------------------------- |
| NAME             | Milán, Victor                                                                             |
| ALTERNATIVNAMEN  | Milán, Victor Woodward (vollständiger Name); Archer, Alex; Austin, Richard; Baron, Robert |
| KURZBESCHREIBUNG | US-amerikanischer Science-Fiction-Schriftsteller                                          |
| GEBURTSDATUM     | 3. August 1954                                                                            |
| GEBURTSORT       | Tulsa, Oklahoma                                                                           |
| STERBEDATUM      | 13. Februar 2018                                                                          |
| STERBEORT        | Albuquerque, New Mexico                                                                   |